# Mellersta Stensele revir
Mellersta Stensele revir var ett skogsförvaltningsområde inom Umeå överjägmästardistrikt, Västerbottens län, som omfattade vissa delar av Stensele socken. Det var indelat i tre bevakningstrakter och omfattade 37 593 hektar allmänna skogar (1920), varav två kronoparker med en areal av 34 974 hektar.